# Babylonisches Exil

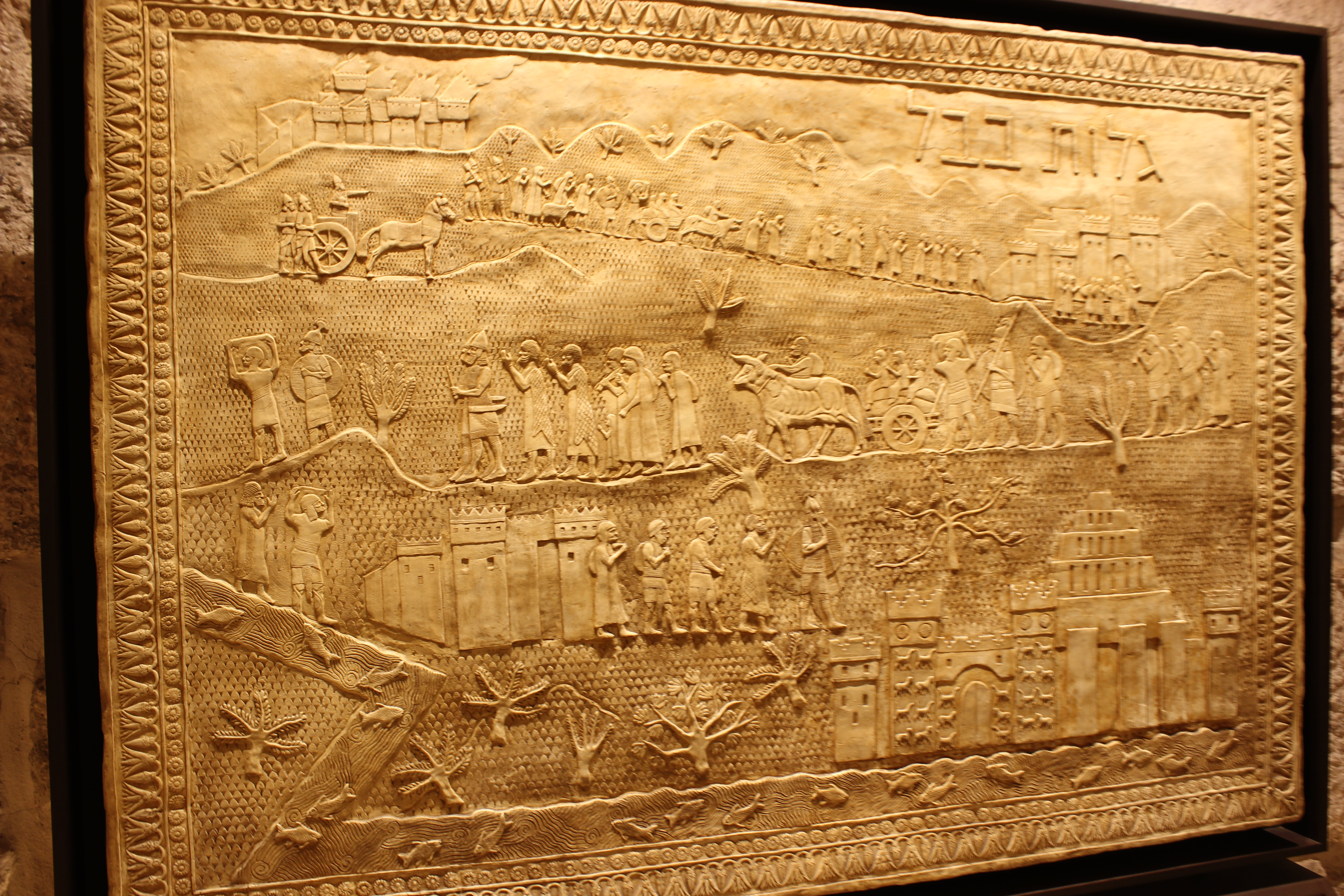
Das babylonische Exil, mit dem Ischtar-Tor (eines der Stadttore von Babylon) und der Zikkurat von Babylon unten rechts und Jerusalem in Flammen oben links. Dieses Flachrelief ist in der Davidszitadelle ausgestellt.

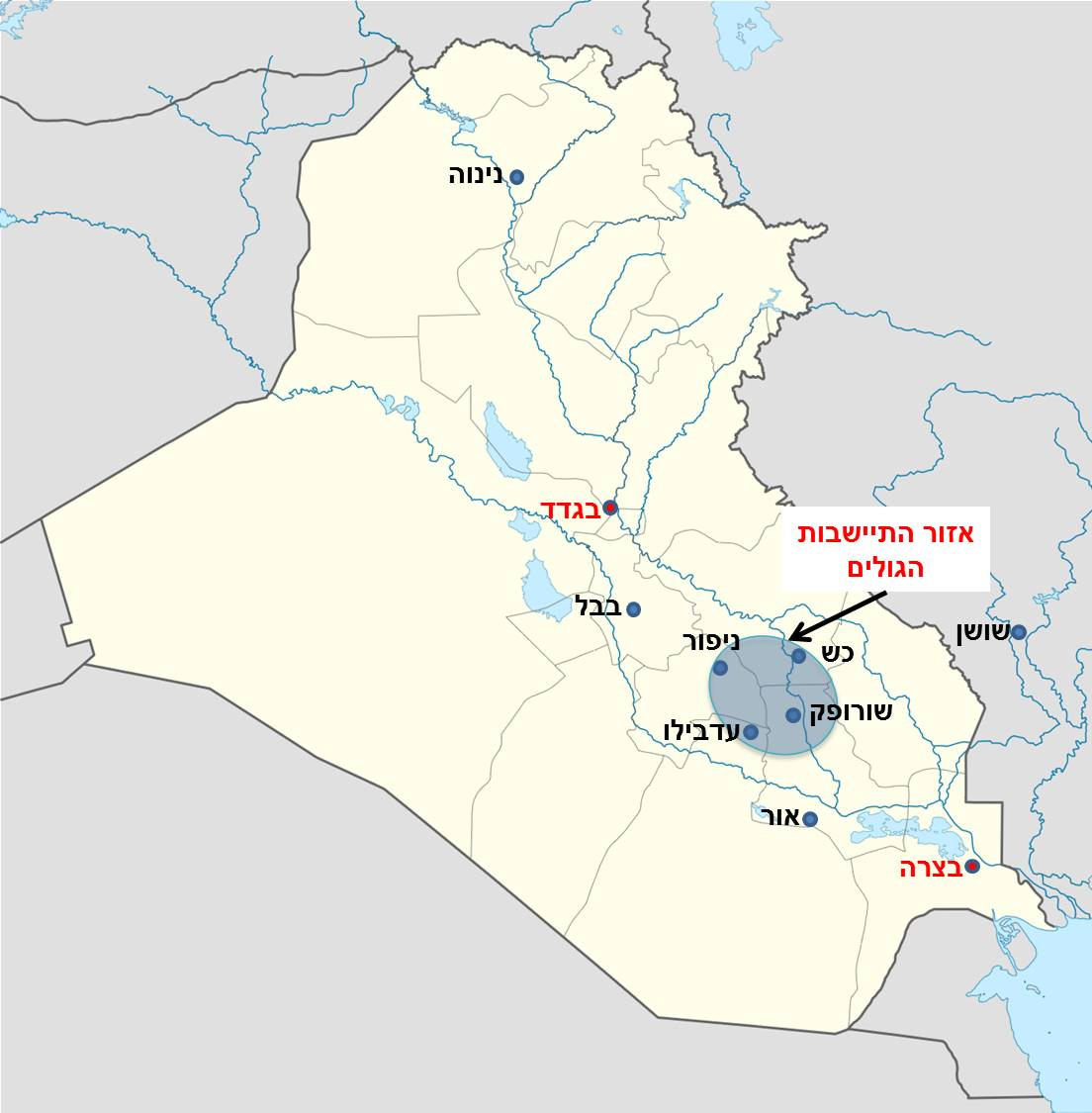
Das ungefähre judäische Siedlungsgebiet (graue Zone), gemäß den al-Yahudu-Tafeln in Babylon (6. bis 5. Jahrhundert v. Chr.)

Als babylonisches Exil (häufig auch babylonische Gefangenschaft) wird eine Epoche der jüdischen Geschichte bezeichnet. Sie beginnt 597 v. Chr. mit der ersten Eroberung Jerusalems und des Königreiches Juda durch den babylonischen König Nebukadnezar II. und dauert bis zur Eroberung Babylons 539 v. Chr. durch den Perserkönig Kyros II.

## Exil in Babylon

### Beginn

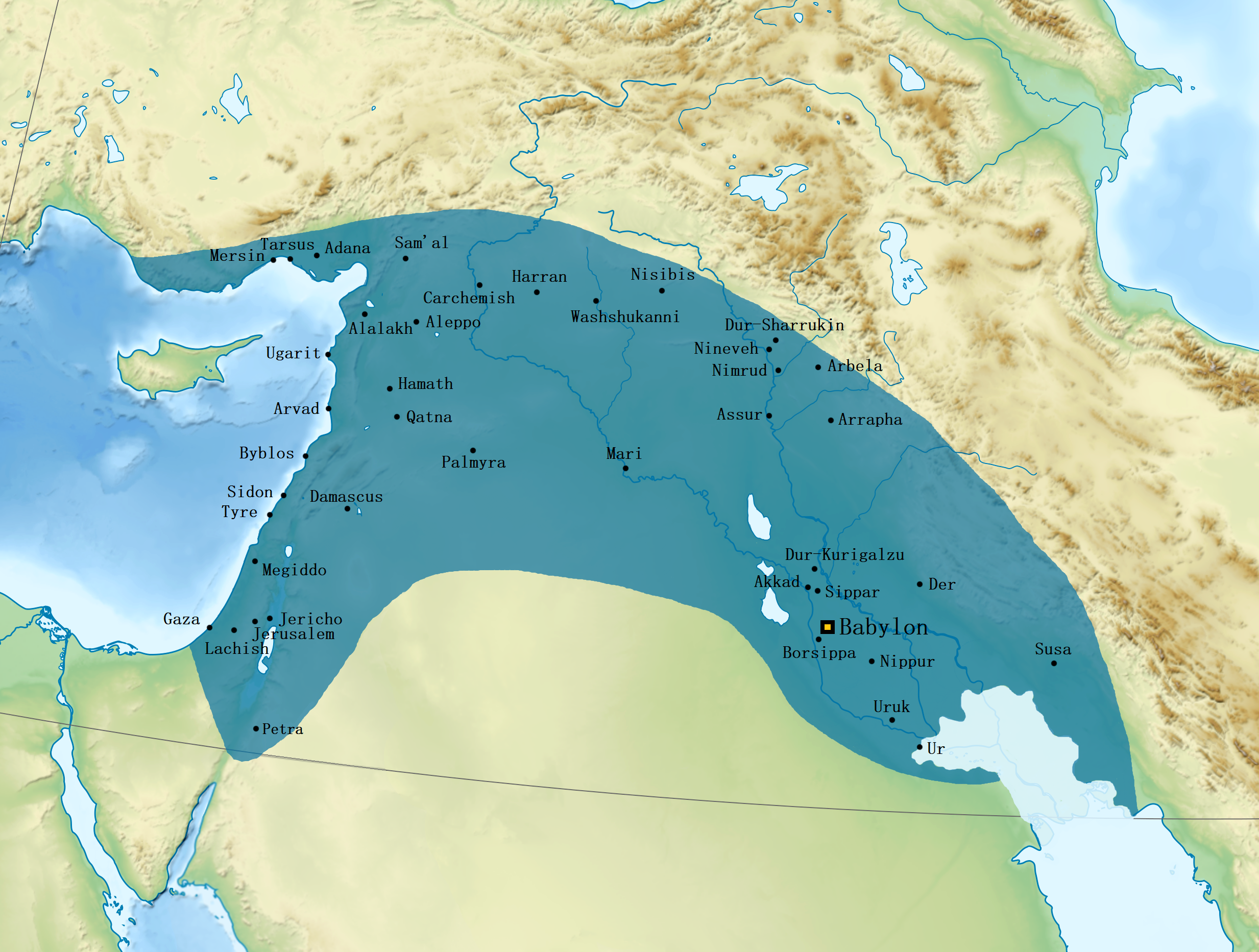
Ungefähre territoriale Ausdehnung des Reiches unter Nabū-kudurrī-uṣur II. oder Nebukadnezar II. (neubabylonischer König von 605 bis 562 v. Chr.)

Ab 597 v. Chr. wurde ein wesentlicher Teil der Bevölkerung Judäas, vor allem Angehörige der Oberschicht, – wie es babylonischer Praxis nach Eroberungen entsprach – nach Babylon exiliert und dort angesiedelt. Laut dem Buch Jeremia mussten bis 582 bei drei Ausweisungsaktionen insgesamt 4600 Menschen ihre Heimat verlassen (Jer 52,28–30 ). Weitere historische Quellen zur Anzahl der Exilierten liegen nicht vor. Sicher belegt ist nur, dass nach 597 v. Chr. Namen von Hebräern aus der privilegierten Oberschicht in babylonischen Urkunden auftauchen.

#### Alternative Datierung religiöser Gruppen
Zweifel über die genauen Jahreszahlen (so wurde das Exil auch mit 580–536 v. Chr. datiert) treten hierbei fast nur in Chronologien von Religionsgemeinschaften auf, insbesondere bei den Zeugen Jehovas. Anstatt den wissenschaftlich anerkannten Zeitraum des 5.–10. Ab 587/586 v. Chr. der zweiten Exilierungswelle zu akzeptieren, bestehen sie aus theologischen Gründen auf 607 v. Chr. Dies entspricht ihrer Auslegung der biblischen Chronologie, nach der das Exil exakt siebzig Jahre dauern sollte (Jer 25,11 ) und die Rückkehr einige Zeit nach der Eroberung Babylons durch Kyros II. 539 v. Chr. erfolgt sein müsse.

### Leben
Aufgrund von Fehlinterpretationen des Tanach und religiösen Interessen wird bis heute ein falsches Bild vom Exil gezeichnet. So sieht man beispielsweise im Psalm 137 die „Bevölkerung als Gefangene zur Sklavenarbeit gezwungen, am Ende des Tages an den Flüssen Babylons und weinend an Zion denkend“. Es ist wohl davon auszugehen, dass das Exil als religiöse Strafe empfunden wurde, doch äußerlich bestanden für die Juden in Babylon komfortable Lebensumstände. Genauso wie andere, in verschiedenen Kolonien angesiedelte Juden konnten sie ohne Zwang Handel, Landwirtschaft und Häuserbau betreiben. Selbst Sklavenhaltung war erlaubt.
Die Verwaltung oblag den Exilanten selbst. Belege über speziell den Juden auferlegte Fronarbeit gibt es nicht. Bekannt ist nur, dass die babylonische Bevölkerung generell in bestimmten Fällen zur kurzfristigen Fronarbeit gezwungen wurde, etwa um königliche Bauvorhaben durchzuführen. Im babylonischen Exil konnten die Juden ihre Traditionen und ihre religiöse Identität bewahren. Die in und um Babylon angesiedelten Juden assimilierten sich recht schnell.
So fand man in Schriftzeugnissen jüdische Namen, die belegen, dass Juden im Hofstaat und im Militär von Nebukadnezar II. Karriere machen konnten. Nach der biblischen Erzählung im Buch Daniel des Tanach gehörten unter anderen Daniel, Schadrach, Meschach und Abed-Nego zu den auserwählten Exilanten, die eine Ausbildung für den babylonischen Staatsdienst erhielten. Diese schnelle Assimilation und die damit verbundene Versuchung zur Annahme einer fremden Religion trugen wohl auch dazu bei, dass im Tanach ein recht düsteres Bild vom babylonischen Exil gezeichnet wird.
Um zu verhindern, dass die Eigenart der Juden vollkommen im Vielvölkergemisch Babylons unterginge, betonten die jüdischen Theologen und Gelehrten die Besonderheit des Judentums, insbesondere des jüdischen Glaubens. Mittelpunkt des Lebens wurden die Tora und die religiöse Gelehrsamkeit. So gilt das babylonische Exil als eine der fruchtbarsten Zeiten der jüdischen Theologie. Vor dem Hintergrund, dass der heimatliche Tempel für das gemeinsame Gebet fehlte, entstanden wahrscheinlich die ersten Synagogen.
Nach Auffassung der historisch-kritischen Bibelwissenschaft entstand in dieser Zeit auch mit der Priesterschrift die letzte Fassung der Tora, in der unter anderem die Vorschriften zur Beschneidung (Gen 17,10–14 ) hinzugefügt wurden.

### Theologie
Bei einem religionsgeschichtlichen Vergleich von Israel und anderen Völkern fällt eine entscheidende Differenz auf. Bei anderen Völkern war es üblich, solange einen Gott zu verehren, wie er das Volk beschützt. Wenn aber das Land besiegt wurde, so galt der Gott der Sieger als stärker als der Gott der Verlierer. Der babylonische Marduk-Glaube ist ein Beispiel hierfür. Babylon und Marduk sind von Anfang an miteinander verknüpft. Daher verliert der Mythos um Marduk seine Erklärungskraft, als die Herrschaft Babylons endet.
Ganz anders ist es in Israel: Das Exil führt nicht – wie vielleicht erwartet – dazu, dass der Glaube an Gott aufgegeben wird und der Gott der Sieger übernommen wird. Das hat unter anderem zwei Gründe:
1. Anfänge der Gottesbeziehung: In den Anfängen der Gottesverehrung gab es zunächst nicht JHWH, sondern El. Der Glaube an JHWH wird teils als bewusste Entscheidung porträtiert (Jos 24,15 ). JHWH hat seine Ursprünge außerdem im Süden, die Keniter haben JHWH anscheinend zuerst angerufen (Gen 4,26 ). Der Zusammenhang von Land/Volk und Gott ist nicht so eng wie etwa bei den Babyloniern.
2. Schriftprophetie: Die Schriftpropheten haben eine Deutung bereitgestellt, die das Gottesbild sozusagen „gerettet“ hat. Es ist nicht so, dass Gott zu schwach gewesen wäre, um seinen Tempel, seinen König und sein Land zu schützen, sondern Gott lässt die Niederlage Israels geschehen aufgrund der Sünde. Die Rede vom Zorn Gottes über diese Sünde wird zur theologischen Erklärung des Exils.

### Ende
Nachdem der Perserkönig Kyros II. im Jahr 539 v. Chr. das babylonische Reich erobert hatte, erlaubte er die Rückkehr einzelner Personengruppen in ihre Heimat jenseits des Tigris. Namen nennt das Kyros-Edikt, mit dem dies verkündet wurde, nicht, und es enthält auch keine Anordnung zum Wiederaufbau des Jerusalemer Tempels, mit dessen Errichtung 517 v. Chr. begonnen wurde und der im März des Jahres 515 v. Chr. so weit fertiggestellt war, dass die Juden ihrem Gottesdienst dort wieder nachgehen konnten. (Flavius Josephus berichtet dagegen in seinem Werk Über die Ursprünglichkeit des Judentums, dass im zweiten Jahr des Kyros das Fundament des Tempels gelegt und er im zweiten Jahr des Dareios I. fertiggestellt wurde. Danach währte der Bau von 538 bis 521 v. Chr.)
Nach Darstellung der Bibel ist das Kyros-Edikt von den Heimkehrern als Aufruf zum Wiederaufbau des Jerusalemer Tempels verstanden worden. Und dieser sollte auch nur für sie bestimmt sein. So verwehrte man unter Berufung auf Kyros’ Befehl – bis in die Zeiten Esras galten nur die „Erben“ des Kyros-Edikts als Juden – der im Lande gebliebenen Bevölkerung, sich an dem Bau zu beteiligen (Esr 4,3 ). Daraufhin soll sich diese vehement gegen die Wiedererrichtung des Tempels gewandt haben (Esr 4,4–16 ).
Ein Teil der Juden blieb in Babylon zurück und bildete dort eine jüdische Gemeinde. Die in ihr unter den Schriftgelehrten geführten Diskussionen lieferten die Grundlage für den im 6. Jahrhundert n. Chr. verfassten babylonischen Talmud.

### Abwanderung aus Babylon und babylonisches Judentum
Nach den biblischen Büchern Nehemia und Esra (siehe Esr 2,1–70  und Neh 7,6–72 ) sind 49.897 bzw. 49.942 Menschen in die Region Judäa zurückgekehrt, darunter 7337 wirtschaftlich Hörige (Sklaven) sowie 200 bzw. 245 Sänger und Sängerinnen. Was sonst den sozialen Stand der Rückkehrer angeht, werden neben Angehörigen von Großfamilien mit Grundbesitz und Verbänden von Bergbewohnern ohne Grundbesitz hauptsächlich Priester, Leviten, Tempelsänger, Torhüter und Tempelangehörige aufgeführt. In Esr 8,1–36  ist von weiteren 1600 Rückkehrern die Rede. Die Heimkehr dieser großen Zahl von Menschen führte in Jerusalem zu Problemen bei der Versorgung mit Lebensmitteln und der Wohnraumzuteilung, weshalb sie bei den Ansässigen auf Ablehnung stießen (Esr 3,1–13 , Esr 4,1–24 , Esr 5,1–17  und Esr 6,1–22 ).
Die Richtigkeit dieser detaillierten, in sich schlüssigen Berichte wird in Zweifel gezogen. Vier Generationen zuvor gelangten nur höchstens 10.000 Judäer in das babylonische Exil, von denen aber eine große Anzahl nicht zurückkehrte. Die Zahlen scheinen insgesamt zu hoch zu sein. Antonius Hermann Josef Gunneweg, Thomas Wagner und Werner H. Schmidt vermuten, dass in den ersten Jahren nach dem Sieg der Perser Heimkehrer nur sporadisch in Judäa ankamen. Erst unter Darius I. habe wohl eine größere, planvolle Rückkehrbewegung eingesetzt. Auch die hergestellten historisch-politischen Bezüge sind fragwürdig. So sollen nach Esra 6, 1–22 die Tempelgegner im Lande den persischen König Artaxerxes um Unterstützung angerufen haben, dieser hat sein Amt allerdings erst 465 v. Chr. angetreten. Dementsprechend müsste es sich bei dem genannten Nachfolger Dareios, unter dem angeblich der Tempelbau fortgeführt wurde, um Dareios II. handeln, der erst 423 v. Chr. König wurde. König Artaxerxes gehört laut Esra auch zu denen, die den Tempelbau befahlen.
Nach dem Ende der babylonischen Gefangenschaft zog eine Gruppe freigelassener Juden über die Seidenstraße Richtung Osten und ließ sich in den damaligen Wirtschaftszentren Buchara und Samarkand nieder. Hier begründeten sie eine blühende jüdische Kultur. Heute gibt es in diesem Gebiet Usbekistans nur noch eine kleine jüdische Gemeinschaft.
Eine erhebliche Anzahl von Judäern muss jedoch im Zweistromland verblieben sein. Es ist von einer kontinuierlichen jüdischen Präsenz bis ins 20. Jahrhundert auszugehen; die rabbinischen Lehrhäuser entwickelten sich in der Spätantike zum geistigen Zentrum, das als vorbildhaft für die gesamte jüdische Welt bis weit ins Mittelalter hinein galt. 
So konstituierten sich bedeutende Gelehrtenschulen, deren Diskussionsresultate im babylonischen Talmud wiedergegeben wurden, in Sura, Pumbedita und in frühen Jahren auch in Nehardea.
Seine Bedeutung kommt insbesondere im bis heute als maßgeblich anerkannten babylonischen Talmud zum Ausdruck. Der Schwerpunkt jüdischer Gelehrsamkeit verlagerte sich erst im Laufe des Mittelalters nach Westen (Iberische Halbinsel) und Norden (Rheinland/Nordfrankreich), doch standen auch die dortigen Gemeinden zunächst noch direkt oder indirekt unter dem Einfluss babylonischer Gelehrter.

## Rezeption

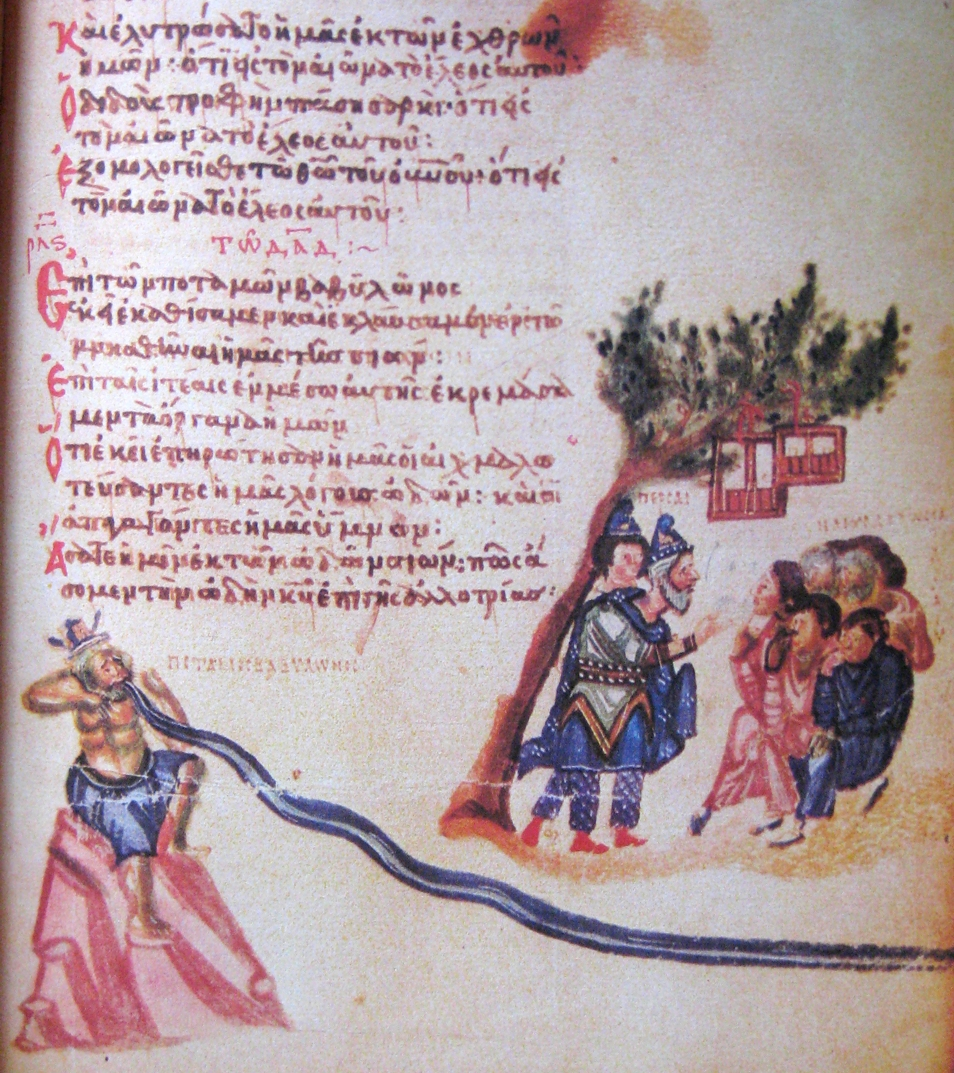
Chludow-Psalter: Die Wasser von Babylon, 9. Jahrhundert. Illustriert ist.

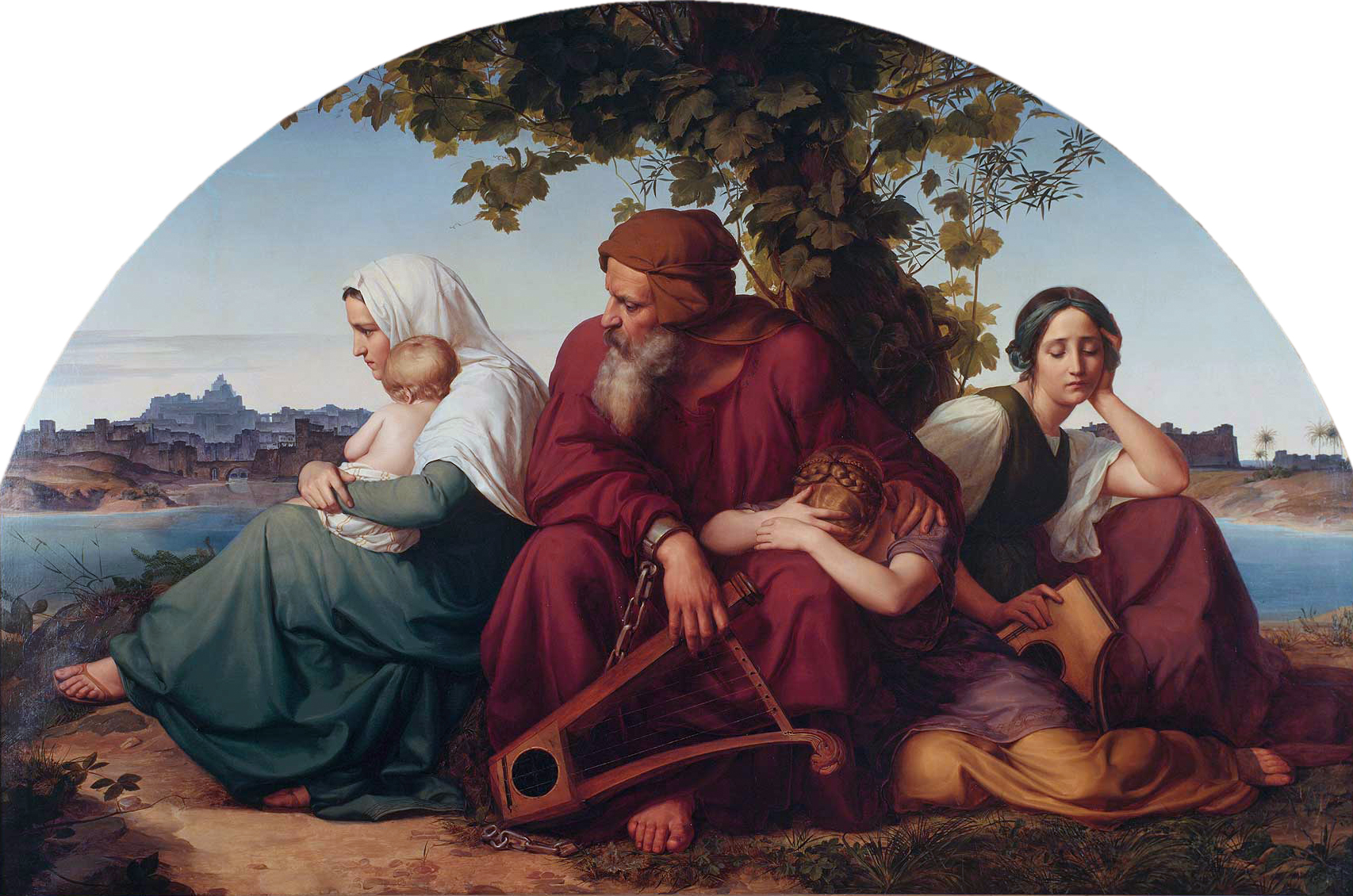
Eduard Bendemann: Die trauernden Juden im Exil, 1832

Die frühen Christen benutzten den Begriff Babylon als Tarnnamen für das Römische Reich. So konnten sie – versteckt in Texten über das babylonische Exil – Kritik an den Machthabern üben.
In übertragener Bedeutung wurde und wird das avignonesische Papsttum von 1309 bis 1377, als sieben Päpste in Avignon statt in Rom residierten, die „babylonische Gefangenschaft der Kirche“ genannt.
Ebenfalls in einem metaphorischen Sinn gab Martin Luther der von ihm 1520 verfassten Schrift, die sich gegen den nach seiner Auffassung glaubenswidrigen Missbrauch wandte, der mit den sieben Sakramenten getrieben wurde, den Titel Von der babylonischen Gefangenschaft der Kirche.

### Bildende Kunst
Psalm 137 (Vulgata 136), das Klagelied des babylonischen Exils, mit anderen biblischen Psalmen kunstvoll in Psaltern zusammengefasst, wurde im christlichen Europa des Mittelalters zum Gegenstand bildnerischer Darstellungen. Der im 9. Jahrhundert entstandene Utrechter Psalter zeigt auf Blatt 77 eine figurenreiche Darstellung in mehreren Szenen, unter anderem auch der Zerstörung Babylons. Die Randminiaturen des Chludow-Psalters illustrieren den bildhaften Inhalt des Psalms in reduzierter Form. Aus der Zeit des Übergangs vom Mittelalter zur Neuzeit stammt die Holzschnittillustration in der erstmals 1493 erschienenen Weltchronik des Hartmann Schedel, einem frühen Zeugnis der Buchdruckkunst, das in ganz Europa Verbreitung fand.
Bis ins 20. Jahrhundert hinein beschäftigt sich die europäische Malerei mit dem Thema, wiederkehrende Motive sind in Anlehnung an den Psalm 137 der Fluss, die Leier und der Weidenbaum. So stellte Eduard Bendemann, der durch die Kunst der Nazarener beeinflusst war, in seinem um 1832 entstandenen Gemälde Die trauernden Juden im Exil nach dem Motivtypus Rast der Heiligen Familie auf der Flucht eine familiär wirkende Gruppe unter einer von Weinranken umwundenen Weide dar; die Leier in der Hand eines Alten zitiert die Harfen des Psalm 137. Ferdinand Johann von Olivier, der ebenfalls den Nazarenern nahestand, setzte in seinem Bild von 1838 Die Juden in der Babylonischen Gefangenschaft eine nach Psalm 137 imaginierte Menschenszenerie in eine idyllische, verschattete Landschaft. Babylonische Gefangenschaft heißt eines der Deckengemälde der Bibliothek des Palais Bourbon in Paris, Sitz der französischen Nationalversammlung, die Eugène Delacroix zwischen 1838 und 1847 als Bilderzyklus zur Entwicklung der antiken Zivilisation anfertigte.
Die Frage stellt sich, ob all diese künstlerischen Darstellungen tatsächlich den historischen Gegebenheiten entsprechen und nicht vielmehr ein idealisiertes Bild vom babylonischen Exil liefern. Die von „christlicher sowie jüdischer Frömmigkeit“ getragenen Werke scheinen eher „romantischen Vorstellungen“ zu entspringen und eine Projektion ihrer Schöpfer zu sein, als dass sie die damaligen Lebensverhältnisse darstellen könnten. Vor allem bleibt unklar, wie weit die Befindlichkeit, die im Psalm 137 ausgedrückt wird, der ja vorwiegend Ausgangspunkt der künstlerischen Interpretationen ist, in der Gemeinschaft der Exilierten verbreitet war.

### Musik
Die eindringlichen Worte des Psalms 137 dienten Komponisten oft als Vorlage für Vokalkompositionen. In der Renaissance wurden einige Motetten nach dem lateinischen Text aus der Vulgata Super flumina Babylonis komponiert (zum Beispiel von Orlando di Lasso). Aus dem Jahr 1525 datiert der Choral An Wasserflüssen Babylon, eine Bearbeitung des Psalms 137 in Text und Musik von Wolfgang Dachstein (1487–1553). Johann Adam Reincken (1643–1722) komponierte dazu eine Choralphantasie, die Johann Sebastian Bach zu der Improvisation An den Wasserflüssen Babylon (BWV 653) inspirierte. Der Bach-Schüler Johann Philipp Kirnberger (1721–1783) komponierte unter demselben Titel eine Motette.
Auf das babylonische Exil spielt auch die 1842 uraufgeführte Oper Nabucco von Giuseppe Verdi an, in der sich jedoch der babylonische Eroberer am Ende zum jüdischen Glauben bekehrt. Insbesondere der sogenannte Gefangenenchor mit dem Titel Va, pensiero gehört zu den populärsten Stücken Verdis und verfügt über eine vielfältig Wirkungsgeschichte.
Im Jahr 1970 wurde Rivers of Babylon von der jamaikanischen Reggae-Band The Melodians ein weltweiter Plattenhit, das Stück zitiert Psalm 137. Die Gruppe gehörte zu den Anhängern der Rastafari-Religion, die den Ausdruck vom „Babylon-System“ verwenden, um damit das Exil der Juden im Altertum mit der Verschleppung und Versklavung ihrer afrikanischen Vorfahren zu vergleichen, unter deren Folgen sie bis in die Gegenwart leiden. Babylon als Metapher für einen Ort der Knechtung kommt inzwischen auch in Texten europäischer Reggae- und Hip-Hop-Musiker vor, damit soll das herrschende politische und wirtschaftliche System als korrupt, ungerecht und unterdrückend gekennzeichnet werden.
Auch Jörg Widmanns Oper Babylon, uraufgeführt 2012 in München sowie in einer neuen Fassung 2019 in Berlin, thematisiert das babylonische Exil.

### Belletristik
Das babylonische Exil findet sich über die Jahrhunderte immer wieder als Motiv in der europäischen und angloamerikanischen Prosa und Lyrik, so zum Beispiel bei Luís de Camões (ca. 1524–1580), Heinrich Heine (1797–1856) und T. S. Eliot (1888–1965).